# ハウ・ハイ・ザ・ムーン
「ハウ・ハイ・ザ・ムーン」（How High the Moon）は、1940年に発表されたポピュラーソング。同年のレビュー『トゥ・フォー・ザ・ショー』のために書かれた。作曲はモーガン・ルイス、作詞はナンシー・ハミルトン。

## 収録を行った主なアーティスト
- ビング・クロスビー
- レス・ポールとメリー・フォード
- ナット・キング・コール
- エラ・フィッツジェラルド
- ソニー・ロリンズ
- メル・トーメ
- カウント・ベイシー
- ジューン・クリスティ
- ベニー・グッドマン
- デューク・エリントン
- バド・パウエル[2]
- 原信夫[3]